# 2012年热带风暴贝里尔
热带风暴贝里尔（英語：Tropical Storm Beryl）是有纪录以来最强烈的一个在淡季形成、并曾登陆美国的北大西洋热带气旋。系统源于5月26日北卡罗莱纳州近海的一片低气压天气系统，起初属亚热带气旋，之后因行经海域水温升高，并且垂直风切变逐渐减少而缓慢发展出热带天气系统特征。5月27日晚，气旋在距佛罗里达州北部不足190公里洋面转变成2012年大西洋飓风季的第2个热带气旋。次日清晨，贝里尔以风力时速100公里的最高强度从佛罗里达州杰克逊维尔海滩附近登岸。风暴很快减弱成热带低气压，在缓慢行经美国东南部期间降下倾盆大雨。受冷锋影响，气旋转向东北，于5月30日转变成温带气旋。
贝里尔尚处亚热带气旋阶段时就在古巴降下暴雨，引发多起洪灾和泥石流，导致两人丧生。佛罗里达州南部和巴哈马同样受到倾盆大雨的影响。成为热带气旋后，风暴产生的大浪对美国东南海岸沿线造成冲击，南卡罗莱纳州的富丽海滩有1人失踪。贝里尔登陆佛罗里达州期间产生狂风，导致约3万8000人失去供电。大量降水缓解当地旱情的同时，也帮助扑灭了气旋沿途的许多山火。南卡罗莱纳州奥兰治堡县有1名男子被倒塌的树木砸死。贝里尔还在北卡罗莱纳州东南部催生出改良藤田级数为1级的龙卷风，加特利县佩莱蒂耶有部分树木被刮断，数十套民宅受损。风暴总体导致的损失数额不高，估计只有14万8000美元（2012年美元）。

## 气象历史
5月16日，尤卡坦半岛上空发展出低压槽。系统向东飘流并进入加勒比海西北部，于5月18日催生出低气压区。接下来3天里，低气压区基本没有移动，也没有出现发展，直至5月22日开始向东北方向移动时结构才有所改善。5月23日，细长的低气压区内已经存在杂乱无章的对流区。途经古巴青年岛期间，当地强烈的风切变令系统中存在的环流中心暴露在外，对流持续也非常短暂。次日，系统经过佛罗里达礁岛群，美国国家飓风中心认为，低气压区途经海域接下来两天的环境会有利于热带气旋形成。随着云层格局逐渐聚拢，低气压的结构得到改善。接下来24小时里，系统继续深入西大西洋，还有从巴哈马延伸到古巴上空的对流带将环流西南边缘包裹起来。5月25日，系统与中到上层低气压相互影响，中心因此进一步向东北方向偏离。系统中心附近风力达到烈風强度，并且对流的组织结构已有足够改善，美国国家飓风中心于协调世界时5月26日凌晨3点将位于南卡罗莱纳州查尔斯顿以东约490公里洋面的气旋归类为亚热带风暴贝里尔并开始发布公告。不过飓风季过后的重新分析结果表明，贝里尔在3小时前就已发展成形。

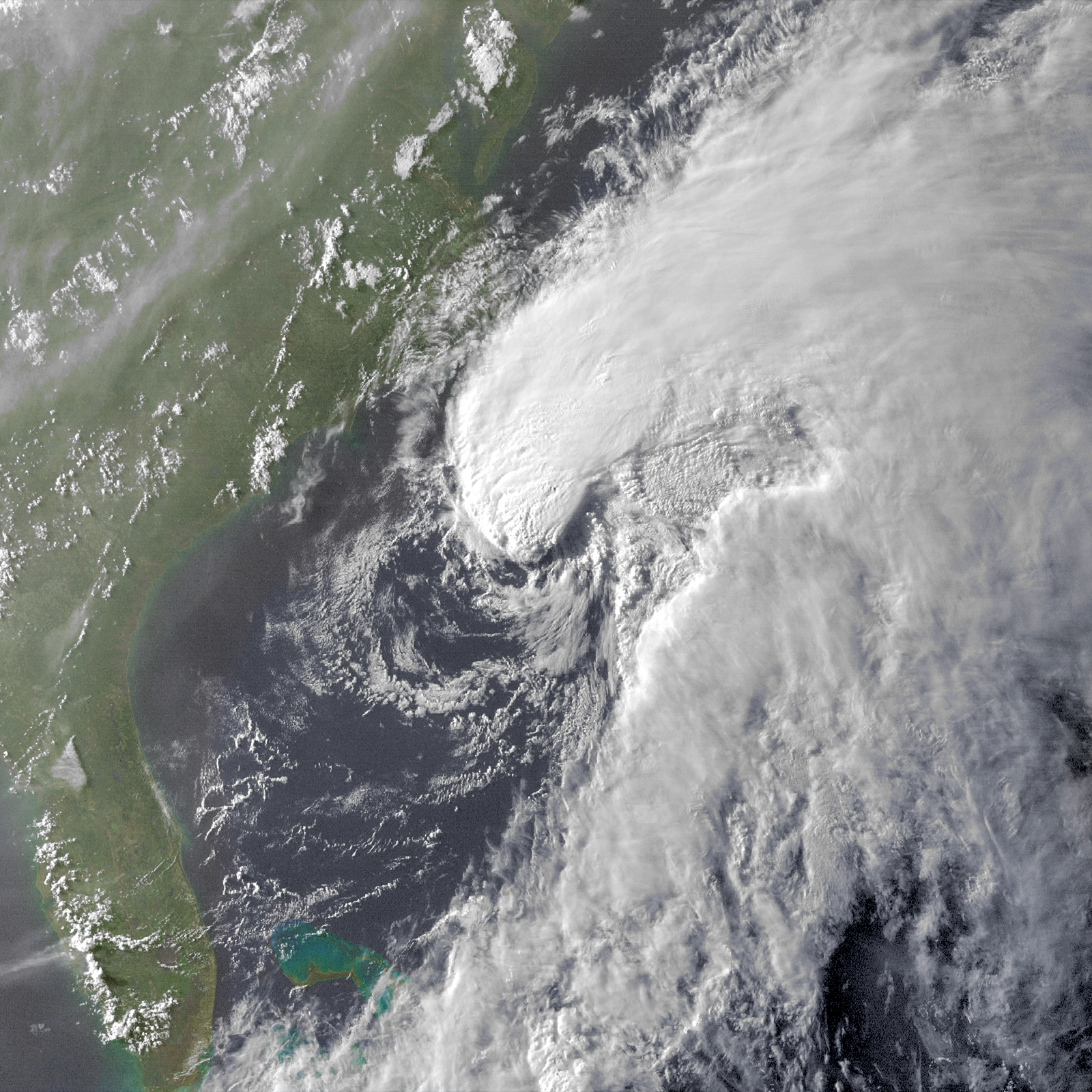
5月25日，归类为亚热带风暴后不久的贝里尔。

贝里尔成形后，新英格兰上空逐渐消退的低压槽令外部环境有弱转向趋势。气象部门预计，由于水温升幅有限，还有干燥空气的不利影响，风暴不大可能出现显著强化，5月26日当天其对流一直很少。当晚，贝里尔受逐渐形成的高压脊影响开始稳步向西南方向移动。到这个时候，气旋的下层环流中心已经和上层中心在垂直方向对齐。风暴中心附近的大气环境变得更加潮湿，行经洋面水温也有提高，对流因此出现增长。5月27日，贝里尔开始转变成热带气旋，并于当天18点完成转变。风暴结构在逼近佛罗里达州期间得到改善，中心周围雨带中的对流有所增长。5月27日晚，飓风猎人侦察机测得的飞行高速层风速为每小时148公里，表明贝里尔的持续风速为每小时110公里，这也是该气旋达到的最高强度。但从多普勒雷达的数据来看，风暴有可能在5月27日晚短暂达到飓风强度标准，只是飓风季过后的分析认为这些数据尚不足以得出确定性结论。5月28日凌晨4点10分左右，贝里尔经小幅减弱后以风力时速约105公里强度从佛罗里达州杰克逊维尔海滩附近登陆。
气旋登陆后迅速减弱成热带低气压，前进速度也因北面的高压脊逐渐减弱而放缓，并于5月29日受逐渐逼近的冷锋影响转向北上，然后又转朝东北方向移动。虽已深入内陆，但贝里尔仍然保有足够对流，得以保持热带气旋状态。5月30日逼近大西洋后，风暴中心以南和以东的对流有所增长，但由于有干燥空气入侵，气旋的卫星图像模糊不清。根据多艘船只的观测报告，美国国家飓风中心于5月30日将接近南卡罗莱纳州海岸线的贝里尔升级成热带风暴。逐渐逼近的冷锋令系统加速向东北方向前进，环流变得拉长，关联对流也向北侧分散，表明贝里尔正在转变成温带气旋。到了5月30日晚，系统已完成转变，美国国家飓风中心因此发布针对贝里尔的最后一份公告。温带气旋继续向东北方向前进，之后转向东南偏东。6月2日，贝里尔的残留在纽芬兰岛东南方向海域被更大规模的温带风暴吸收。

## 防灾措施、影响和纪录
贝里尔以风力时速105公里强度登陆杰克逊维尔海滩，这一强度在所有登陆过美国、并且不是在大西洋飓风季正式时间段内形成的热带气旋中创下新纪录。贝里尔也是2012年大西洋飓风季正式开始前形成的第2场热带风暴，自1851年开始有纪录以来，这种情况还只发生过4次，另外3次分别是1887年、1908年和1951年。

### 古巴和巴哈马

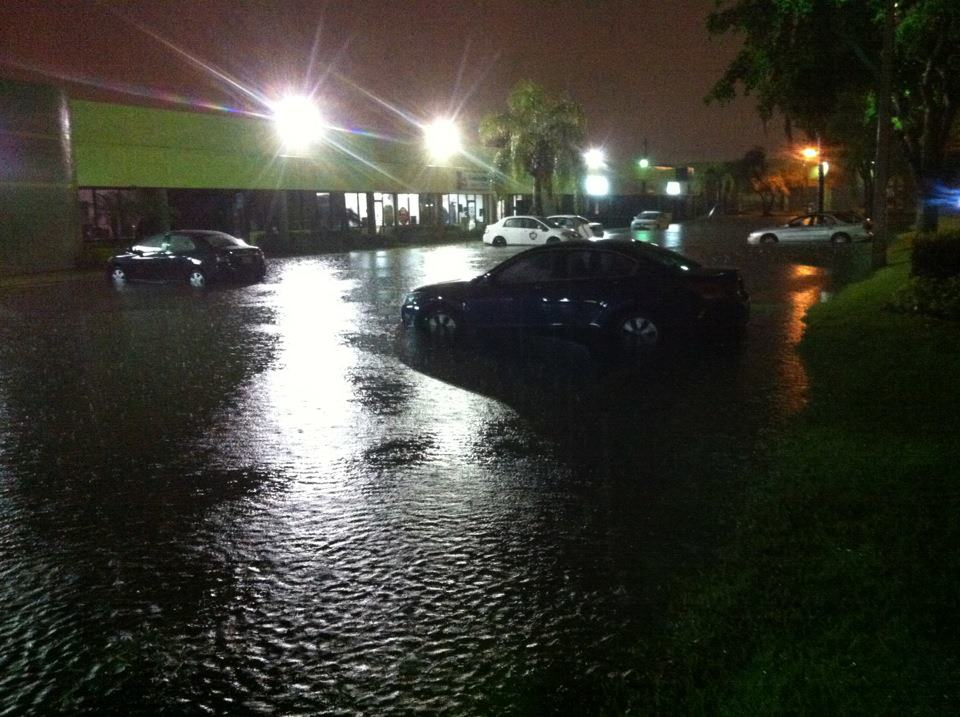
5月22日，贝里尔的前身在佛罗里达州多拉引发洪灾。

贝尔里在成为热带气旋前就给古巴带去暴雨，其中又以圣斯皮里图斯省情况严重，最高降雨量达557毫米。大量降水引发泥石流，迫使8500人离开家园。有两人因试图穿过泛滥的河流而遇难，洪灾令1109户民宅受损，另有47套被毁。虽然降雨致使大面积农田被淹，但也缓解了该国部分地区的旱情，为水库带去宝贵的雨水。
风暴的雷暴带和雨带进入巴哈马上空并降下暴雨，大巴哈马岛的弗里波特（Freeport）降下250毫米雨量，新普罗维登斯岛的低洼地区出现洪灾。墨菲镇居民报告有龙卷风着陆，导致供电和电话线缆中断，多辆汽车被掀翻，3幢建筑物的屋顶受损。气旋产生的降水还对贝里群岛、阿巴科群岛、比米尼群岛以及另外多个小群岛构成影响。

### 佛罗里达州

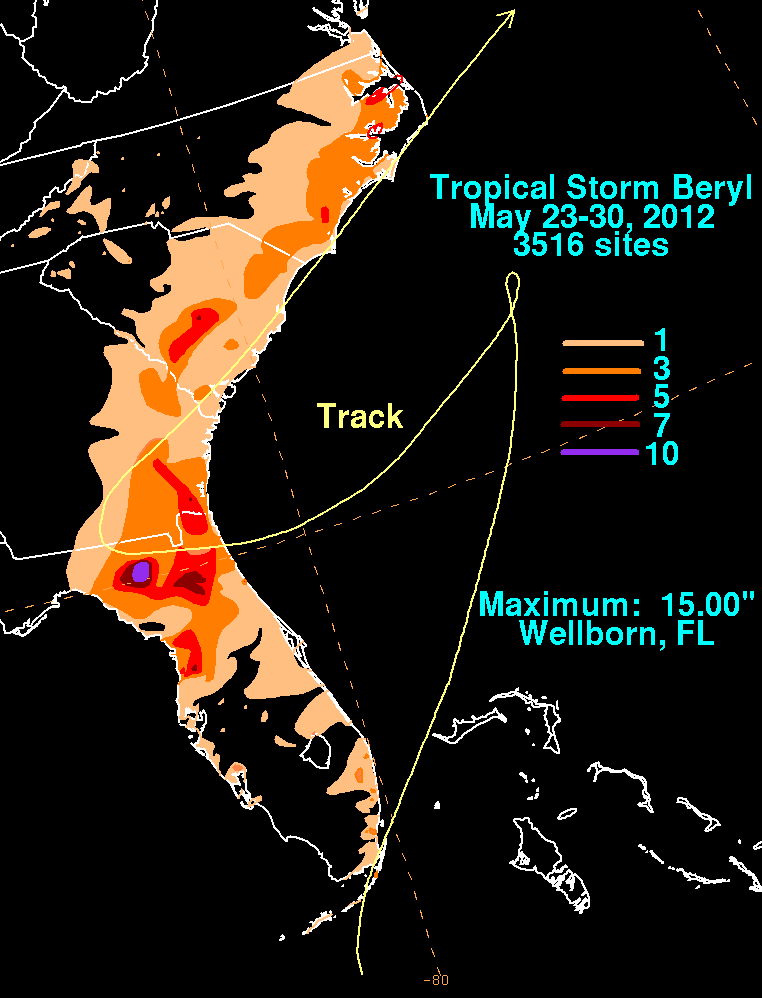
热带风暴贝里尔在美国东南部产生的降水分布

贝里尔成为热带气旋前就在南佛罗里达产生局部暴雨，迈亚密国际机场测得250毫米雨量。这个数字创下该监测站5月测得的第2高单日雨量纪录。降雨引起大范围街道洪灾，特别是斯威特沃特和多拉情况严重，许多司机被困，下班交通高峰也受到影响。迈阿密戴德学院被迫取消5月23日早上的课程。
针对贝里尔发布首份热带气旋公告时，美国国家飓风中心也向佛罗里达州布里瓦德县和沃卢西亚县到南卡罗莱纳州艾迪斯托海滩之间地区发布热带风暴警告，还向北至南卡罗莱纳州桑蒂河（Santee River）河口之间地区发布热带风暴观察预警。杰克逊维尔宣布进入紧急状态，当地的爵士音乐节和亡兵纪念日活动被迫提早结束。贝里尔登陆后，杰克逊维尔周边机场只有捷蓝航空和达美航空的航班没有全部取消。
戴通纳海滩有1名少年因遭遇大浪而丧生。因大浪和离岸流的威胁，当地救生员限制人们下海游泳。费南迪纳比奇出现的风暴潮最高，有1.14米。风暴登陆后在沿海地区产生强风，其中杰克逊维尔的胡格诺公园风速达到每小时87公里，附近的巴克岛则测得117公里的阵风时速。受大风影响，马修斯大桥和万德伍德大桥被迫封闭。多条输电线缆中断，导致杰克逊维尔市内有约3万8000居民家中停电。杰克逊维尔的霍根斯溪沿岸地区受到山洪爆发影响，大浪还令海堤和部分码头受损，一幢共管公寓和三辆汽车进水。129号美国国道位于萨旺尼县境内部分路段被山洪淹没。整个杰克逊维尔遭受的破坏估计价值为2万美元。贝里尔的外围环流在杰克逊维尔以南的圣露西港催生出一场改良藤田级数为0的龙卷风，其持续时间很短，只对两户民房构成轻度破坏。估计这场龙卷风一共造成了2万美元损失。另据报道，岩克镇也出现龙卷风。 气旋的移动速度缓慢，佛罗里达州因此普降暴雨，萨旺尼县的威尔伯恩（Wellborn）降雨量达到最高的380毫米。威尔伯恩以南不远处的泰勒县境内一辆汽车在被淹的公路上打滑，撞到一位骑摩托车的男子头部导致伤重不治。据一线响应人员反映，由于能见度太差，他们花了20分钟时间才检查完约16公里道路。盖恩斯维尔在5月28日测得83毫米降水，创下单日降雨量的新纪录。赫尔南多县机场在5月29日测得93毫米降水，也刷新了单日降雨量纪录。北佛罗里达州的25处山火有80%被降雨扑灭。莱维县出现海龙卷风，于登岸后消散。西特拉斯县有多户民宅被雨水淹没，损失数额约有10万8000美元。

### 乔治亚州、南卡罗莱纳州和北卡罗莱纳州
5月27日，风暴登陆数小时前，乔治亚州坎伯兰岛官员下令所有在岛上露营的人员撤离。虽然风暴是在佛罗里达州登陆，但产生的风暴潮还是导致康登县圣玛丽斯（St. Marys）部分地区被淹。该州降雨量最高的是康登县县城伍德拜恩（Woodbine），达179毫米。虽有引发轻度洪灾，但贝里尔的降水有利于缓解旱情。乔治亚州海岸沿线阵风时速最高的是杰基尔岛（Jekyll Island），达到89公里，州内大范围地区风速达到热带风暴强度。麦金托什县有两套民宅因树木倒塌受损，奥兰治堡县一名正驾车在州高速公路上行驶的男子被倒塌的树木砸死，这也是风暴直接造成的唯一一起人员丧生事件，另外几起均属间接导致。南卡罗莱纳州的最强阵风时速出现在约翰逊堡，有74公里，该州近海还出现过更强的风速。杰斯帕县的降雨量达到152毫米，是该州降水最多的所在。受大浪影响，查尔斯顿港有一艘船只沉没，船员幸得海岸警卫队救援。富丽海滩有一人在游泳时遇上大浪而失踪，但没有计入死亡人数。贝里尔加速向东北方向行进后，南、北卡罗莱纳州降下暴雨，威尔明顿出现局部洪灾。气旋在更北面的加特利县佩莱蒂耶（Peletier）催生出改良藤田级数为1级的龙卷风，摧毁了3套民宅，另有67套受损。风暴的水分继续向北扩散，一直进入马里兰州和西弗吉尼亚州境内。